# Mohit Kumar
Mohit Kumar Bijender Singh (ur. 12 marca 2003) – indyjski zapaśnik walczący w stylu wolnym.
Brązowy medalista MŚ wojskowych w 2025. Mistrz Azji U-23 w 2023. Mistrz świata i Azji juniorów w 2023 roku.